# Coracina typica
El oruguero de Mauricio (Coracina typica) es una especie de ave en la familia Campephagidae.
Se encuentra amenazada por perdida de hábitat.

## Distribución y hábitat
Es endémica de Mauricio. Su hábitat natural son los bosques bajos húmedos subtropicales o tropicales.